# Cieurih (Cidahu)
Cieurih is een bestuurslaag in het regentschap Kuningan van de provincie West-Java, Indonesië. Cieurih telt 4132 inwoners (volkstelling 2010).